# Scherma alla XVII Universiade
Il torneo di scherma della XVII Universiade si è svolto a Buffalo in Stati Uniti d'America nel 1993.

## Podi

### Uomini
| Evento                          | Oro                                        | Argento                   | Bronzo              |
| Fioretto individuale (dettagli) | Serhij Holubyc'kyj                         | Alexander Koch            | Lionel Plumenail    |
| Fioretto individuale (dettagli) | Serhij Holubyc'kyj                         | Alexander Koch            | Alessandro Puccini  |
| Sciabola individuale (dettagli) | Giovanni Sirovich                          | Gaël Touya                | Balaz Kovács        |
| Sciabola individuale (dettagli) | Giovanni Sirovich                          | Gaël Touya                | Rafal Sznajder      |
| Spada individuale (dettagli)    | Patrick Dränert                            | Krisztián Kulcsár         | Jean-Marc Muratorio |
| Spada individuale (dettagli)    | Patrick Dränert                            | Krisztián Kulcsár         | Arnd Schmitt        |
| Fioretto a squadre (dettagli)   | Cuba                                       | Italia Alessandro Puccini | Cina                |
| Sciabola a squadre (dettagli)   | Italia Raffaello Caserta Giovanni Sirovich | Francia                   | Ungheria            |
| Spada a squadre (dettagli)      | Cuba                                       | Ungheria                  | Italia              |

### Donne
| Evento                          | Oro                                                           | Argento              | Bronzo            |
| Fioretto individuale (dettagli) | Ildikó Mincza                                                 | Annamaria Giacometti | Diana Bianchedi   |
| Fioretto individuale (dettagli) | Ildikó Mincza                                                 | Annamaria Giacometti | Giovanna Trillini |
| Spada individuale (dettagli)    | Mariann Horváth                                               | Sangita Tripathi     | Elisabeth Knechtl |
| Spada individuale (dettagli)    | Mariann Horváth                                               | Sangita Tripathi     | Corinne Panzeri   |
| Fioretto a squadre (dettagli)   | Italia Diana Bianchedi Annamaria Giacometti Giovanna Trillini | Germania             | Francia           |
| Spada a squadre (dettagli)      | Ungheria                                                      | Francia              | Germania          |